# 罗克布吕讷 (热尔省)
罗克布吕讷（法語：Roquebrune，法語發音：[ʁɔkbʁyn]）是法国热尔省的一个市镇，属于欧什区。

## 地理
罗克布吕讷（43°43'14"N, 0°18'0"E）面积18.41 平方千米，位于法国奧克西塔尼大區热尔省，该省份为法国西南部内陆省份，北起顺时针与洛特-加龙省、塔恩-加龙省、上加龙省、上比利牛斯省、大西洋比利牛斯省和朗德省接壤。
与罗克布吕讷接壤的市镇（或旧市镇、城区）包括：巴济扬、贝尔蒙、卡亚韦、普雷讷龙、蒂代勒、维克弗藏萨克。

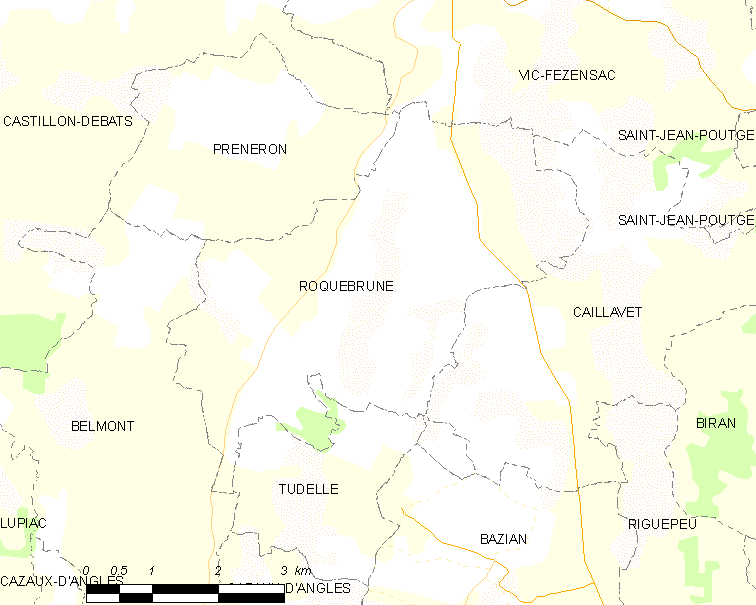
的OSM定位图

罗克布吕讷的时区为UTC+01:00、UTC+02:00（夏令时）。

## 行政
罗克布吕讷的邮政编码为32190，INSEE市镇编码为32346。

## 政治
罗克布吕讷所属的省级选区为弗藏萨克县。

## 人口

1962-2008年间人口变化图示

罗克布吕讷于2022年1月1日时的人口数量为208人。